# Kesavalalu Estate, Mudigere
Kesavalalu Estate là một làng thuộc tehsil Mudigere, huyện Chikmagalur, bang Karnataka, Ấn Độ.